# الاتصالات في البرازيل
البرازيل لديها تقنيات حديثة في الجزء الأوسط والجنوب، مثل إل تي إي والجيل الثالث والوصول عالي السرعة لرزم البيانات ودي إس إل القائم على التلفزيون الرقمي. تفتقر مناطق أخرى من البلاد، ولا سيما المناطق الشمالية والشمالية الشرقية، إلى خطوط شبكة هاتف عامة تمثيلية أساسية. هذه مشكلة تحاول الحكومة حلها من خلال ربط التقنيات الجديدة مثل واي ماكس والفايبر لتمديد الخدمة إلى المناطق الأقل كثافة سكانية.

## الهاتف

### الهاتف الارضي
قطاع الخطوط الأرضية البرازيلي مفتوح تمامًا للمنافسة ويستمر في جذب المشغلين. ينقسم الجزء الأكبر من السوق بين ثلاثة مشغلين: تليفونيكا وأمريكا موفيل و أو أي. تعمل تليفونيكا من خلال تليفونيكا برازيل، التي دمجت خدمات الخطوط الأرضية والجوّال تحت اسم العلامة التجارية فيفو. تتألف مجموعة أمريكا موفيل في البرازيل من شركة إمبراتيل، ومشغل الهاتف المحمول كلارو، ومزود تلفزيون الكابل نت سيرفيسوس. بدأت المجموعة في دمج خدمات الهاتف الأرضي والهاتف المحمول تحت اسم العلامة التجارية كلارو، والتي كانت تستخدم سابقًا لخدمات الهاتف المحمول فقط. تقدم أو أي خدمات الهاتف الأرضي والهاتف المحمول تحت الاسم التجاري أو أي. كانت جي في تي هي أنجح مزود للشبكات البديلة في البلاد، حيث كانت تقدم خدمات الخطوط الأرضية فقط، حتى استحوذت عليها تليفونيكا في عام 2015 ودمجتها في فيفو.

### التليفون المحمول
بدأ تاريخ الهواتف المحمولة في البرازيل في 30 ديسمبر 1990، عندما بدأ نظام الهاتف الخلوي الخلوي العمل في مدينة ريو دي جانيرو، بسعة 10000 محطة طرفية. في ذلك الوقت، وفقًا لوكالة الاتصالات الوطنية، كان هناك 667 جهازًا في البلاد. ارتفع عدد الأجهزة إلى 6700 في العام التالي، إلى 30000 في عام 1992. في نوفمبر 2007، تم إطلاق خدمات الجيل الثالث، وزادت بسرعة إلى ما يقرب من 90٪ من السكان. بعد المزاد الذي أقيم في يونيو 2012، تم إجراء اختبارات إل تي إي في العديد من المدن والمواقع السياحية وأماكن المؤتمرات الدولية. أصبحت الأجهزة المتوافقة مع إل تي إي الأولى متاحة في السوق المحلية وتم إطلاق خدمات إل تي إي تجاريًا في عام 2013. بموجب شروط ترخيص الجيل الرابع، كان يتعين على المشغلين أن يكون لديهم شبكات تجارية في جميع عواصم الولايات الاثنتي عشرة التي تعمل كمدن مضيفة كأس العالم 2014.
توجد 4 شركات هواتف محمولة في البرازيل:
- فيفو، التي تسيطر عليها شركة تليفونيكا الإسبانية، هي الشركة الرائدة في مجال الاتصالات اللاسلكية والثابتة في البرازيل.
- تي أي إم، التي تسيطر عليها شركة تيليكوم إيطاليا الإيطالية. لقد طغت مؤخرًا على كلارو باعتبارها ثاني شركة لاسلكية في البرازيل.
- كلارو، التي تسيطر عليها المكسيكية أمريكا موفيل، تحتل المرتبة الثالثة في مجال الاتصالات اللاسلكية البرازيلية.
- أو أي، وهي شركة الخطوط الأرضية الثانية في البرازيل، هي أصغر مشغل لاسلكي من بين الأربعة الكبار.

## التلفزيون والراديو
بموجب الدستور البرازيلي، لا يتم التعامل مع التلفزيون والراديو على أنهما شكلا من أشكال الاتصالات، وذلك لتجنب خلق مشاكل مع سلسلة من اللوائح التي تقلل وتتحكم في كيفية مشاركة الشركات والأفراد الدوليين. البرازيل لديها ثاني أكبر تكتل إعلامي في العالم من حيث الإيرادات، مجموعة جلوبو.

## الإنترنت
أصبح الإنترنت شائعًا جدًا في البرازيل، مع تزايد أعداد المستخدمين باطراد بالإضافة إلى زيادة توفره. تحتل البرازيل المرتبة السادسة في عدد المستخدمين في جميع أنحاء العالم. تُستخدم العديد من التقنيات لتوفير الإنترنت واسع النطاق للمستهلكين، مع كون دي إس إل والمضمان الكبلي الأكثر شيوعًا (على التوالي، حوالي 13 مليون و 9 ملايين اتصال)، وتقنيات الجيل الثالث. تم تقديم تقنيات الجيل الرابع في أبريل 2013 وهي متوفرة حاليًا في أكثر من 90٪ من البلاد.